# Giovanni Ferro

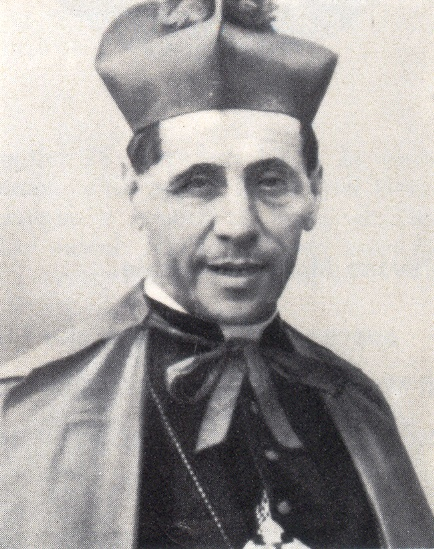
Giovanni Ferro als Erzbischof von Reggio Calabria

Giovanni Vittorio Ferro CRS (* 13. November 1901 in Costigliole d’Asti; † 18. April 1992) war ein italienischer Geistlicher und Erzbischof von Reggio Calabria.

## Leben
Giovanni Ferro empfing am 11. April 1925 das Sakrament der Priesterweihe.
Am 14. September 1950 wurde er von Papst Pius XII. zum Erzbischof von Reggio Calabria und zugleich zum Bischof von Bova berufen. Die Bischofsweihe spendete ihm am 29. Oktober desselben Jahres der Erzbischof von Genua Giuseppe Siri; Mitkonsekratoren waren Umberto Rossi, Bischof von Asti, und Francesco Marchesani, Bischof von Chiavari.
Von seinem Amt als Bischof von Bova trat Giovanni Ferro am 8. September 1960 zurück, übernahm es jedoch ein weiteres Mal am 18. August 1973.
Seinen Rücktritt als Erzbischof von Reggio Calabria sowie als Bischof von Bova nahm Papst Paul VI. am 4. Juni 1977 entgegen.
Im für ihn eingeleiteten Seligsprechungsverfahren erkannte ihm Papst Franziskus am 6. Juli 2019 den heroischen Tugendgrad zu.